# Pandora (azienda)
Pandora A/S è un'azienda danese di produzione e distribuzione di gioielleria. Pandora è nota per i suoi braccialetti con ciondoli personalizzabili, anelli, collane e orologi. L'azienda ha un sito produttivo in Thailandia e commercializza i suoi prodotti in più di 100 paesi in sei continenti con più di 7 000 punti vendita.

## Storia
Fondata nel 1982 da Per Enevoldsen a Copenaghen come negozio di gioielli a conduzione familiare, l'azienda si è poi affermata come marchio internazionale nella produzione di bracciali personalizzabili, anelli, collane e orologi. Con l'aumento della domanda dei loro prodotti, gli Enevoldsen si espansero nella distribuzione all'ingrosso. Grazie ai buoni affari in tale settore, nel 1988 Enevoldsen assunse alcuni designer e l'anno successivo aprì nel nord della Thailandia, nei pressi di Chiang Mai, un sito di produzione divenuto in seguito una fabbrica.
Nel 2008 il gruppo danese di private equity Axcel ha comprato il 60% delle azioni dalla famiglia Enevoldsen. Axcel vendette poi le azioni, per un totale di quasi 2 miliardi di dollari, in una delle più grandi offerte pubbliche iniziali europee del 2010, con una conseguente valutazione di mercato di Pandora di circa 27 miliardi di corone danesi. L'azienda è quotata sul mercato azionario danese. Nel 2011 Pandora era il terzo produttore di gioielleria del mondo, dopo Cartier e Tiffany.
Nel 2017 registrò un fatturato di 3,1 miliardi di euro con un aumento del 12%. Le vendite maggiori erano negli Stati Uniti (711 milioni di euro), quindi Regno Unito (380 milioni), terza l'Italia (350 milioni). A giugno 2020 Pandora ha dichiarato che utilizzerà solo oro ed argento riciclati, non più quelli da miniera. A maggio 2021 Pandora ha dichiarato che non utilizzerà più diamanti da miniera ma solo quelli sintetici.

## Catena di distribuzione
Le vendite dei gioielli Pandora ebbero inizio in Europa, estendendosi all'America settentrionale nel 2003. L'azienda aprì vari concept stores prima di proporre un proprio modello di franchising, che iniziò in Australia nel 2009. Nel 2020 l'azienda è presente con 2700 negozi in cento paesi ed impiega oltre 26000 persone.